# Тронадор
Тронадо́р (ісп. Cerro Tronador) — неактивний стратовулкан у Південних Андах, розташований на кордоні Аргентини й Чилі. Висота вулкана — 3478 метрів, дата останнього виверження невідома. Перше сходження на головну вершину вулкана Тронадор здійснив німецький альпініст Герман Клауссен наодинці 29 січня 1934 року.

## Походження назви
Вулкан Тронадор отримав назву від ісп. Tronador, що означає «Громовержець», або «Громоподібний». Льодовики і сераки на схилах вулкана тануть і обвалюються, створюючи характерний гуркіт, чутний здалеку.

## Фізико-географічна характеристика

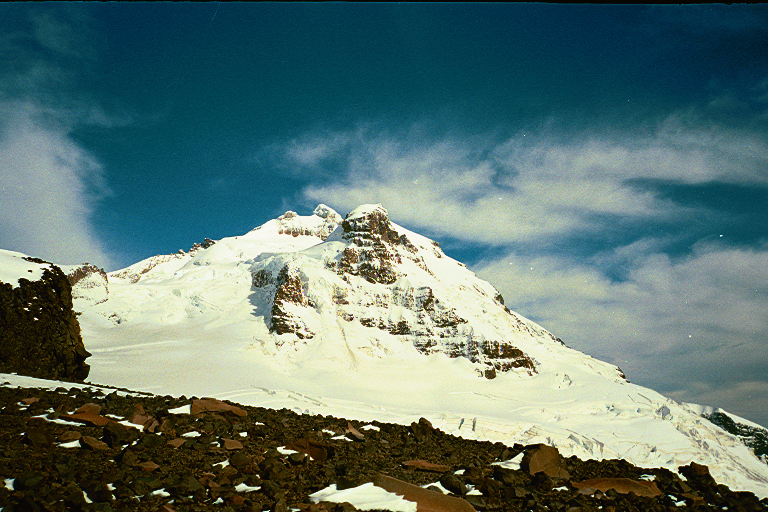
Вид на головний пік Тронадора

Вулкан Тронадор розташований в Андах у північній частині Патагонії на кордоні Аргентини, в провінції Ріо-Негро, і Чилі, область Лос-Лагос. Тронадор є найвищою точкою провінції Ріо-Негро і області Лос-Лагос. На захід від Тронадора знаходиться озеро Тодос-лос-Сантос. Найближчим великим населеним пунктом до Тронадора є аргентинське місто Сан-Карлос-де-Барілоче, розташоване приблизно за 50 км на схід від вулкана. Тронадор розташований на території найстарішого національного парку Аргентини Науель-Уапі і є його найвищою точкою.
Відносна висота Тронадора становить 2663 м, батьківською вершиною відносно нього є вулкан Ланін висотою 3747 метрів над рівнем моря, розташований приблизно за 170 кілометрів на північ на кордоні Аргентини і Чилі. Тронадор є четвертою за відносною висотою вершиною у патагонській частині Анд.
Вулканічна активність Тронадора почалася в епоху раннього плейстоцену, і тривала до його середини. Тронадор остаточно був сформований за 3 етапи ближче до закінчення своєї вулканічної активності. Єдина можлива пізніша вулканічна активність вулкана могла відбутися в голоцені на південно-південно-східному схилі вулкана в період близько 70 000 — 14 000 років тому, підсумком якої став конус Фонк, розташований на висоті 1843 м над рівнем моря, і лавові потоки на схилі. З геологічної точки зору, в даний момент Тронадор складається переважно з базальту та андезиту.
Верхня частина Тронадора покрита товстим льодовим покривом. З усіх боків Тронадора стікають льодовики. Чотири льодовики розташовані на території Аргентини (Ріо-Мансо, Кастаньо Оверо, Алерс і Фріас). Шість льодовиків стікають з чилійського боку вулкана. Останні 100 років льодовики Тронадора, як і основна маса південноамериканських льодовиків, внаслідок глобального потепління відступають і зменшуються.

## Історія сходжень
Перше сходження на головну вершину вулкана Тронадор здійснив німецький альпініст Герман Клауссен наодинці 29 січня 1934 року з боку Аргентини. Через кілька днів, 4 лютого, доктор Ноймайер та Є. де ла Мот здійснили спробу сходження, але змушені були повернутися через сильний шторм. Цього ж дня, двоє італійців, Вальтер Дурандо і Серджіо Маттеода, вийшли на сходження на протилежному боці вершини, але пропали безвісти. 27 лютого кілька членів італійської експедиції в Анди, до складу якої входили Джусто Джервазутті, Конте Альдо Бонакосса і Луїджі Бінагі, повторили сходження маршрутом Вальтера і Серджіо, й успішно досягли чилійської вершини вулкана висотою близько 3350 метрів. На честь загиблого товариша, вони назвали вершину Маттеода. Друге сходження на головну вершину Тронадора здійснив німецький альпініст Отто Мейлінг 1937 року.